# Гончар-Янушкевич Катерина
Катерина Гончар-Янушкевич (біл. Кацярына Ганчар-Янушкевіч; нар. 28 березня 1987) — білоруська борчиня вільного стилю, срібна призерка чемпіонату Європи.

## Життєпис
Боротьбою почала займатися з 2002 року.
Виступає за спортивний клуб армії, Мінськ. Тренер — Олег Райхлін.
Бере участь у змаганнях з греплінгу.

## Спортивні результати на міжнародних змаганнях

### Виступи на Чемпіонатах світу
| Змагання                        | Збірна   | Вагова категорія          | Місце |
| ------------------------------- | -------- | ------------------------- | ----- |
| Чемпіонат світу з боротьби 2009 | Білорусь | жіноча боротьба, до 59 кг | 10    |
| Чемпіонат світу з боротьби 2013 | Білорусь | жіноча боротьба, до 55 кг | 24    |
| Чемпіонат світу з боротьби 2015 | Білорусь | жіноча боротьба, до 55 кг | 5     |
| Чемпіонат світу з боротьби 2016 | Білорусь | жіноча боротьба, до 55 кг | 5     |
| Чемпіонат світу з боротьби 2017 | Білорусь | жіноча боротьба, до 58 кг | 17    |
| Чемпіонат світу з боротьби 2018 | Білорусь | жіноча боротьба, до 59 кг | 11    |
| Чемпіонат світу з боротьби 2019 | Білорусь | жіноча боротьба, до 59 кг | 12    |

### Виступи на Чемпіонатах Європи
| Змагання                         | Збірна   | Вагова категорія          | Місце  |
| -------------------------------- | -------- | ------------------------- | ------ |
| Чемпіонат Європи з боротьби 2010 | Білорусь | жіноча боротьба, до 59 кг | 9      |
| Чемпіонат Європи з боротьби 2011 | Білорусь | жіноча боротьба, до 55 кг | 14     |
| Чемпіонат Європи з боротьби 2017 | Білорусь | жіноча боротьба, до 55 кг | Срібло |
| Чемпіонат Європи з боротьби 2018 | Білорусь | жіноча боротьба, до 59 кг | 5      |
| Чемпіонат Європи з боротьби 2019 | Білорусь | жіноча боротьба, до 59 кг | 9      |

### Виступи на Європейських іграх
| Змагання              | Збірна   | Вагова категорія          | Місце |
| --------------------- | -------- | ------------------------- | ----- |
| Європейські ігри 2015 | Білорусь | жіноча боротьба, до 55 кг | 12    |

### Виступи на Кубках світу
| Змагання                    | Збірна   | Вагова категорія          | Місце |
| --------------------------- | -------- | ------------------------- | ----- |
| Кубок світу з боротьби 2013 | Білорусь | жіноча боротьба, до 55 кг | 6     |
| Кубок світу з боротьби 2018 | Білорусь | команда                   | 6     |

### Виступи на інших змаганнях
| Змагання                                                  | Збірна   | Вагова категорія          | Місце  |
| --------------------------------------------------------- | -------- | ------------------------- | ------ |
| Гран-прі Німеччини з боротьби 2007                        | Білорусь | жіноча боротьба, до 59 кг | 5      |
| Гран-прі Німеччини з боротьби 2008                        | Білорусь | жіноча боротьба, до 59 кг | 9      |
| Чемпіонат світу з боротьби серед студентів 2008           | Білорусь | жіноча боротьба, до 59 кг | 5      |
| Гран-прі Німеччини з боротьби 2009                        | Білорусь | жіноча боротьба, до 59 кг | 21     |
| Гран-прі Німеччини з боротьби 2010                        | Білорусь | жіноча боротьба, до 55 кг | Срібло |
| Чемпіонат світу з боротьби серед військовослужбовців 2010 | Білорусь | жіноча боротьба, до 55 кг | Срібло |
| Чемпіонат світу з боротьби серед студентів 2010           | Білорусь | жіноча боротьба, до 55 кг | 10     |
| Турнір Олександра Медведя 2011                            | Білорусь | жіноча боротьба, до 55 кг | Бронза |
| Турнір Олександра Медведя 2012                            | Білорусь | жіноча боротьба, до 55 кг | 5      |
| Київський Міжнародний турнір з боротьби 2013              | Білорусь | жіноча боротьба, до 55 кг | 5      |
| Гран-прі Німеччини з боротьби 2013                        | Білорусь | жіноча боротьба, до 55 кг | 7      |
| Меморіал Вацлава Циолковського 2013                       | Білорусь | жіноча боротьба, до 55 кг | 16     |
| Турнір Олександра Медведя 2014                            | Білорусь | жіноча боротьба, до 55 кг | 5      |
| Гран-прі Німеччини з боротьби 2014                        | Білорусь | жіноча боротьба, до 55 кг | Срібло |
| Золотий Гран-прі з боротьби 2014 (Баку)                   | Білорусь | жіноча боротьба, до 55 кг | Бронза |
| Відкритий чемпіонат Польщі з боротьби 2014                | Білорусь | жіноча боротьба, до 55 кг | 5      |
| Гран-прі «Іван Яригін» 2015                               | Білорусь | жіноча боротьба, до 55 кг | Бронза |
| Турнір Олександра Медведя 2015                            | Білорусь | жіноча боротьба, до 55 кг | Срібло |
| Гран-прі Німеччини з боротьби 2015                        | Білорусь | жіноча боротьба, до 55 кг | 5      |
| Відкритий чемпіонат Польщі з боротьби 2015                | Білорусь | жіноча боротьба, до 55 кг | 8      |
| Гран-прі Парижа з боротьби 2016                           | Білорусь | жіноча боротьба, до 55 кг | Срібло |
| Турнір Олександра Медведя 2016                            | Білорусь | жіноча боротьба, до 55 кг | Срібло |
| Чемпіонат світу з боротьби серед військовослужбовців 2016 | Білорусь | жіноча боротьба, до 58 кг | Срібло |
| Кубок Європейських націй з боротьби 2016                  | Білорусь | команда                   | Срібло |
| Henri Deglane Challenge 2016                              | Білорусь | жіноча боротьба, до 58 кг | Срібло |
| Гран-прі Парижа з боротьби 2017                           | Білорусь | жіноча боротьба, до 55 кг | 9      |
| Klippan Lady Open 2017                                    | Білорусь | жіноча боротьба, до 55 кг | Срібло |
| Турнір Дана Колова — Николи Петрова 2017                  | Білорусь | жіноча боротьба, до 55 кг | Золото |
| Чемпіонат світу з боротьби серед військовослужбовців 2017 | Білорусь | жіноча боротьба, до 58 кг | Срібло |
| Київський Міжнародний турнір з боротьби 2018              | Білорусь | жіноча боротьба, до 57 кг | 8      |
| Чемпіонат світу з боротьби серед військовослужбовців 2018 | Білорусь | жіноча боротьба, до 59 кг | Бронза |
| Відкритий чемпіонат Польщі з боротьби 2018                | Білорусь | жіноча боротьба, до 57 кг | 9      |
| Klippan Lady Open 2019                                    | Білорусь | жіноча боротьба, до 57 кг | 10     |
| Турнір Дана Колова — Николи Петрова 2019                  | Білорусь | жіноча боротьба, до 57 кг | 14     |
| Турнір міста Сассарі з боротьби 2019                      | Білорусь | жіноча боротьба, до 57 кг | 5      |
| Турнір Яшара Догу 2019                                    | Білорусь | жіноча боротьба, до 59 кг | Срібло |
| Відкритий чемпіонат Польщі з боротьби 2019                | Білорусь | жіноча боротьба, до 57 кг | 5      |
| Всесвітні ігри військовослужбовців 2019                   | Білорусь | жіноча боротьба, до 57 кг | 5      |

### Виступи на змаганнях молодших вікових груп
| Змагання                                       | Збірна   | Вагова категорія          | Місце |
| ---------------------------------------------- | -------- | ------------------------- | ----- |
| Чемпіонат світу з боротьби серед юніорів 2007  | Білорусь | жіноча боротьба, до 59 кг | 12    |
| Чемпіонат Європи з боротьби серед кадетів 2004 | Білорусь | жіноча боротьба, до 60 кг | 4     |